# Gare de Beaugency
La gare de Beaugency est une gare ferroviaire française de la ligne de Paris-Austerlitz à Bordeaux-Saint-Jean, située sur le territoire de la commune de Beaugency, dans le département du Loiret, en région Centre-Val de Loire.
C'est une gare de la Société nationale des chemins de fer français (SNCF), desservie par des trains TER circulant entre Tours et Orléans et des trains Interloire entre Orléans et Le Croisic.

## Situation ferroviaire
Établie à 106 mètres d'altitude, la gare de Beaugency est située au point kilométrique (PK) 148,235 de la ligne de Paris-Austerlitz à Bordeaux-Saint-Jean, entre les gares ouvertes de Baule et Mer.

## Histoire
La gare est totalement détruite par un incendie d'origine criminelle allumé par une personne sans domicile fixe (SDF) dans la nuit du 27 au 28 août 1995. Elle est de nouveau la proie des flammes en septembre 2005 à la suite d'un court-circuit.
Jusqu'en 2011, la gare est desservie par des trains ayant pour origine ou terminus la gare de Paris-Austerlitz (par trains Aqualys). Cette relation commerciale, remaniée le 11 décembre 2011, est renommée Intercités et les trains sont limités en gare d'Orléans. En contrepartie, des TER sont mis en circulation entre Orléans et Tours, relevant la correspondance avec ces Intercités. Depuis 2014, la gare est desservie par des trains Interloire. 
La desserte directe vers et depuis la gare de Paris-Austerlitz est remise en service les weekends de chaque été pendant les mois de juillet et d'août depuis 2022, afin de faire bénéficier aux usagers d'un temps de parcours réduit, sans correspondance à Orléans. A partir de Septembre 2024, une liaison sans changement vers Paris Austerlitz est également rétablie tous les dimanches en fin d'après midi.
En 2023, la SNCF estime la fréquentation annuelle de cette gare à 508 170 voyageurs, contre 451 356 en 2022. Cela en fait la plus importante gare entre Orléans et Blois et une des cinq principales gares du Loiret.

## Service des voyageurs

### Accueil
Gare SNCF, elle dispose d'un bâtiment voyageurs, avec un guichet ouvert tous les jours. Elle est équipée d'un automate pour l'achat de titres de transport. Un souterrain permet de passer d'un quai à l'autre.

### Desserte
Beaugency est desservie par des trains TER Centre-Val de Loire circulant entre Blois - Chambord et Orléans (trains omnibus), la plupart de ces trains étant prolongés jusqu'à Tours (trains semi-directs). Elle est également desservie par des trains Interloire circulant entre Orléans et Nantes ou Le Croisic (le weekend). 
Chaque été, les weekends et jours fériés, la gare est également desservie par les trains REMI Express effectuant la relation Tours-Paris-Austerlitz, à raison de trois à quatre aller-retours par jour. À partir de la rentrée 2024, un train direct REMI Express est maintenu dans le sens Tours-Paris Austerlitz via Orléans.

### Intermodalité
Un abri fermé sécurisé permettant d'accueillir 20 places pour les vélos est aménagé en 2022, en plus de l'abri en libre accès de 18 places. Il est équipé en système de recharge pour les vélos à assistance électrique. La gare dispose également d'un parking de 143 places en libre accès pour les véhicules.

## Service des marchandises
La gare de Beaugency est ouverte au service du fret (desserte d'installations terminales embranchées).